# Правила ведения морской войны
Правила ведения морской войны регулируются конвенциями.

## Гаагские конвенции
Правила ведения морской войны регулируются «Гаагской конвенцией о некоторых ограничениях в пользовании правом захвата в морской войне» 1907 года, «Конвенцией о постановке подводных, автоматически взрывающихся от соприкосновения мин» 1907 года, «Гаагской конвенцией о правах и обязанностях нейтральных держав в случае морской войны» 1907 года и другими, такими как «Правила о действиях подводных лодок по отношению к торговым судам в военное время» 1936 года (Приложение к Лондонскому протоколу).
Правила приравнивают подводные лодки в соблюдении международного права к надводными кораблям. При встрече с ними торговые суда по команде военного корабля должны остановиться. В случае отказа и оказании сопротивления торговое судно может быть потоплено. Пассажиры и экипажи, а также судовые документы должны быть предварительно доставлены в безопасное место (на землю, шлюпки или другие суда).

## Нионские соглашения
Перед Второй мировой войной в 1937 году были приняты Нионские соглашения, относящиеся к гражданской войне в Испании, которые квалифицировали потопление торгового судна в открытом море подводными лодками любой из борющихся в Испании сторон или их союзниками как акты пиратства. Такая лодка может быть подвергнута контратаке и уничтожению. Нападение военных кораблей в открытом море на проходящие суда в мирное время следует рассматривать как акты агрессии.
В морской войне особые правила установлены при использовании морского минного оружия. Гаагская конвенция об использовании подводных, автоматически взрывающихся от соприкосновения мин 1907 года запрещает устанавливать мины без якорей и тому подобных.